# Queen II
Queen II drugi je studijski album britanskog rock sastava Queen.
Sniman je u studijima "Trident" u kolovozu 1973. godine. 23. veljače 1974. godine EMI izdaje singl Seven Seas of Rhye koji nakon prvog nastupa sastava na Top Of The Pops programu gdje su ga promovirali dospijeva na britansku top ljestvicu singlova i postaje prvi hit sastava. Album je izdan 8. ožujka 1974. godine i proveo je 28 tjedana na top ljestvici dosegnuvši #5, a donio je daljnju razradu glazbenih ideja i smjernica zacrtanim albumom prvijencem. Za razliku od njega album je sadržavao potpuno nove pjesme koje su nastale uglavnom tijekom koncertne turneje i promocije prvog albuma i snimljen je za svega mjesec dana. Bio je ujedno i njihov prvi "kolažni" album u nizu gdje se pjesme direktno naslanjaju jedna na drugu bez završetaka.
 Materijal na albumu je bio originalan, kompleksan i inovativan, baš kao i njegove "bijela" i "crna" strana albuma koje su zamijenile standardnu "A" i "B" stranu, sa slikama sastava obučenima u crno za prvu i bijelo za drugu stranu ploče. Bijela strana ploče se sastoji od emocionalnih pjesama gitarista Briana Maya i završava jedinom skladbom na albumu bubnjara Rogera Taylora, koja je svojevrsna spona s drugom crnom stranom koju je skladao pjevač Freddie Mercury. Crna strana albuma je potpuni kontrast prvoj bijeloj strani i sastoji se od pjesama koje se uglavnom bave mitologijom i fantazijom, s često vrlo mračnim temama. Album je zapravo demonstracija različitih glazbenih svjetova dvaju glavnih lidera sastava i "crno-bijela" faza albuma se nastavila i na turneji koja je uslijedila gdje su se članovi sastava oblačili u bijelo tijekom prve polovice koncerta, a zatim u crno za drugi dio nastupa.
 Album se smatra Queenovim "konceptualnim", najprogresivnijim i najžešćim ostvarenjem, te jednim od njihovih najutjecajnijih izdanja. Razmjeri utjecaja ovog nadasve inspirativnog albuma se protežu od "klasičnih" heavy metal sastava preko neoklasičnih, progresivnih i power metal sastava. Lideri sastava Guns N' Roses Axl Rose i The Smashing Pumpkins Billy Corgan su samo neki koji ga navode kao svoj najdraži i najinspirativniji rock album. Također ovo je omiljeni Queenov album Brian Maya. Album je uključen u knjigu "1001 album koji morate čuti prije smrti" koju su sastavili vodeći svjetski glazbeni kritičari. Utjecajni glazbeni magazin "Kerrang!" ga je uvrstio na svoju listu 100 najboljih britanskih rock albuma,  dok ga je internetski portal "DigitalDreamDoor.com" stavio na listu 100 najboljih gitarističkih rock albuma. Slika sastava na omotu albuma poznatog fotografa Micka Rocka je postala njihov najprepoznatljiviji vizualni identitet i korištena je tijekom cijele njihove karijere, a posebno je ostala zapamćena kao uvodna scena spota Bohemian Rhapsody.

### Popis pjesama
Bijela strana
1. "Procession" (May) - 1:12
2. "Father To Son" (May) - 6:14
3. "White Queen (As It Began)" (May) - 4:36
4. "The Loser In The End" (Taylor) - 4:22

Crna strana
1. "Ogre Battle" (Mercury) - 4:08
2. "The Fairy Feller's Master-Stroke" (Mercury) - 2.41
3. "Nevermore" (Mercury) - 1:18
4. "The March Of The Black Queen" (Mercury) - 6:03
5. "Funny How Love Is" (Mercury) - 3.14
6. "Seven Seas of Rhye" (Mercury) - 2:49

Bonus izdanje "Hollywood recordsa" iz 1991.
1. "See What a Fool I've Been" (Originalna "B" strana singla Seven Seas of Rhye) (May)
2. "Ogre Battle" (1991 Remiks Nicholasa Sansanoa)
3. "Seven Seas of Rhye" (1991 Remiks Freddyja Bastonea)

## Pjesme
Bijela strana

### Procession
Kratki gitarski instrumental Briana Maya koji je uvod u album s pratnjom bas bubnja koji simulira otkucaje srca. Ova kratka instrumentalna pjesma je također korištena kao koncertni uvod na prvim turnejama sastava.

### Father To Son
Pjesma Briana Maya koja se direktno naslanja na uvodni instrumental najžešća je i najprogresivnija pjesma na prvoj "bijeloj" strani albuma. Skladba počinje kao hard rock balada, zatim prelazi u furiozne heavy metal dionice, a završava kao melodični progresivni rock s višeglasnim pjevanjem. Također sadrži i lagane dionice koje je May odsvirao na pijanu. Pjesma govori srednjovjekovnu priču o ocu koji govori ili misli o svom sinu, vjerojatno inspiriranu stvarnim životom autora i jedan je od zaboravljenih Queenovih rockera.

### White Queen (As It Began)
Jedna od poznatijih skladbi s albuma koja je ujedno smatrana od obožavatelja sastava kao jedna od njihovih najboljih balada. Pjesma govori o djevojci u koju se May zaljubio ali nikada nije imao hrabrosti iskazati joj svoje osjećaje i njena radnja je isto smještena u prošlosti. Pjesma kombinira lagane akustične dijelove sa žešćima na električnoj gitari i bubnjevima, a prvi solo na akustičnoj gitari sviran prstima se smatra jednim od Mayovih najboljih sola. Sastav je pjesmu uživo redovito izvodio u periodu od 1974. do 1977. i bila je jedan od koncertnih favorita.

### Some Day One Day
May je napisao ovu za njega tipičnu melankoličnu poluakustičnu folk rock baladu inspiriran idejom o mjestu na kojem bi sve ljubavne veze bile savršene. I ova pjesma je radnjom i ugođajem smještena u prošlosti čime čini "konceptualni" dojam prve "bijele" strane albuma. Ovo je bila prva pjesma koju je otpjevao njen autor na albumima Queena i sadrži za njega uobičajene kompleksne gitarističke aranžmane, podjednako na akustičnim i električnim gitarama.

### The Loser In The End
Ova hard rock pjesma je Taylorov doprinos albumu gdje se pojavljuje kao autor i vokalist s njegovom tipičnom mladenačkom i buntovnom tematikom. Iako "Queen II" nije pravi konceptualni album sve pjesme na njemu su povezane u cjelinu glazbeno ili tekstualno, što ovdje nije slučaj. Jedina skladba koja se ne uklapa potpuno u album i zato je stavljena kao zadnja na prvoj "bijeloj" strani da jasno odvoji dva dijela albuma.
Crna strana

### Ogre Battle
Heavy metal pjesma koja otvara drugu "crnu" stranu koju je Mercury uz gitaru napisao i skladao 1972. godine, ali je sastav nije htio snimiti za njihov prvi album nego su odlučili pričekati više slobodnog vremena u studiju kako bi je snimili na najbolji mogući način. Pjesma je smještena u Mercuryjev svijet fantazije "Rhye" i govori priču o borbi divova, s gitarističkim solom i zvučnim efektima koji simuliraju bitku. Smatra se jednom od najžešćih Queenovih pjesama. Dionice na gitari i bubnju daju pravi trash zvuk. Bila je dugo vremena koncertni favorit, obično svirana kao druga pjesma na koncertima i izvodili su je na svakom nastupu do kasnih sedamdesetih kada je otpala s repertoara zajedno s drugim pjesmama s albuma. Verzija pjesme uživo se nalazi na albumu At the Beeb.

### The Fairy Feller's Master-Stroke
Art rock pjesma s formom "zvučnog zida" koju je Mercury napisao inspiriran najpoznatijom slikom Richarda Dadda "The Fairy Feller's Master-Stroke" s fantastičnom srednjovjekovnom tematikom. Pjesma je jedan od najvećih eksperimenata na albumu i detaljno opisuje svaki karakter i događaj sa slike. Sastav pjesmu nije nikada izveo uživo zbog njene izrazito kompleksne forme, korištenja različitih instrumenata i dosnimavanja vokalnih dionica.

### Nevermore
Kratka i tiha klavirska balada Freddie Mercuryja koja govori o osjećajima nakon sloma ljubavne veze. Ovo je bila prva pjesma na Queenovim albumima u kojoj je korišten samo klavir i smatra se pretečama istih koje su se redovito pojavljivale na svakom idućem njihovom albumu, od kojih je svakako najpoznatija Love Of My Life s albuma A Night at the Opera iz 1975. godine.

### The March Of The Black Queen
Najkompleksnija, najprogresivnija i najmračnija pjesma druge "crne" strane albuma čija radnja je također smještena u fantastični svijet "Rhye". Mercury je pjesmu napisao za pijanom 1973. godine koristeći polimetar u dva različita takta ; 8/8 i 12/8 što je vrlo rijetko u popularnoj glazbi. Skladba demonstrira Mercuryjevo virtuozno sviranje klavira s klasičnim utjecajima, te vokalne i višeglasne ekstravagancije koje uključuju sva tri člana sastava osim Deacona. Smatra se jednom od najboljih pjesama koje je napisao i skladao Queenov pjevač. Pjesma je bila prekomplicirana da bi se u cijelosti izvela uživo tako da je samo njenu zadnju hard rock dionicu sastav izvodio na koncertima kao dio medleya tijekom sedamdesetih. Smatra se kao jedna od direktnih preteča i glavnih utjecaja za skladanje čuvene Bohemian Rhapsody.

### Funny How Love Is
Mercuryjeva vesela i optimistična pop pjesma koja se direktno naslanja na prethodnu kao potpuni kontrast spomenutoj je napravljena u studiju. Snimljena je koristeći tehniku zvučnog zida producenta Robina Cablea. Skladba je jedan od najlošijih trenutaka albuma, ali svejedno funkcionira dobro u mozaičnoj produkciji ploče. Sastav je nije nikada izveo uživo.

### Seven Seas Of Rhye
Najpoznatija skladba s albuma i prvi hit-singl sastava koji je bio broj 10 na britanskoj top ljestvici singlova, bila je tek napola dovršena za vrijeme snimanja prvog albuma, gdje se pojavljuje na kraju kao kratki instrumental. Još jedna u nizu pjesama Freddija Mercuryja koja je smještena u svijet fantazije "Rhye" i govori o "glasniku Bogova" što u prenesenom smislu je sam Mercury. Pjesma je znamenita po svom čuvenom klavirskom uvodu i postala je najpoznatiji Queenov rockerski broj kojim dominira klavirski zvuk. Bila je izraziti koncertni favorit tijekom cijele karijere sastava i vraćena je u repertoar na zadnje dvije turneje sastava tijekom osamdesetih. Skladba se nalazi na prvom Greatest Hits albumu iz 1981. godine na kojem se pojavljuje kao najstarija pjesma uvrštena na kompilaciju. 1997. godine je objavljena na kompilaciji Queen Rocks. Verzija pjesme uživo se nalazi na koncertnim albumima Live Magic i Live at Wembley '86.